# 모리타 미사토
모리타 미사토(일본어: 森田 望智, 1996년 9월 13일 ~ )는 일본의 배우이다. 가나가와현 출신이다. 소니 뮤직 아티스트(SMA) 소속이다.